# سایلنت هیل ۴: اتاق
سایلنت هیل ۴: اتاق (به انگلیسی: Silent Hill 4: The Room) که با نام تپه خاموش ۴ هم شناخته می‌شود، یک بازی ویدئویی در سبک ترس و بقا و عنوان چهارمین قسمت از مجموعه بازی‌های سایلنت هیل است. این بازی توسط تیم سایلنت توسعه یافته و به‌وسیلهٔ شرکت کونامی در ژوئن ۲۰۰۴ در ژاپن و سپتامبر همان سال در آمریکا و اروپا برای پلی‌استیشن ۲، ایکس‌باکس و مایکروسافت ویندوز عرضه شد. موسیقی متن بازی اثر آکیرا یامائوکا و با خوانندگی مری الیزابت مک‌گلین و جو رومرسا در همان سال انتشار بازی قابل دسترسی قرار گرفت.
برخلاف نسخه‌های قبلی بازی که در شهر سایلنت هیل به وقوع می‌پیوست، این بازی در شمال شهر خیالی به نام" آشفیلد " در جریان بود. و شخصیت اصلی بازی "هنری تاونشد" در تلاش برای فرار از آپارتمان قفل شده خود بود. در طول بازی هنری یک سری از دنیاهای ماوراء طبیعی را کشف می‌کند و درگیر با قاتل سریالی ارواح به نام والتر سالیوان می‌شود.
سایلنت هیل ۴ دارای سبک بازی تغییر یافته با هدایت سوم شخص و همچنین عناصر داستانی برداشته شده از نسخه های قبلی است.به محض انتشار بازی واکنش های انتقادی عموماً مثبتی همراه شد.اما تغیر اساسی بازی با ویژگی های خاص نسخه های قبلی و تفاوت با آنها باعث به وجود آمدن انتقاد های مختلف شد.

## گیم پلی

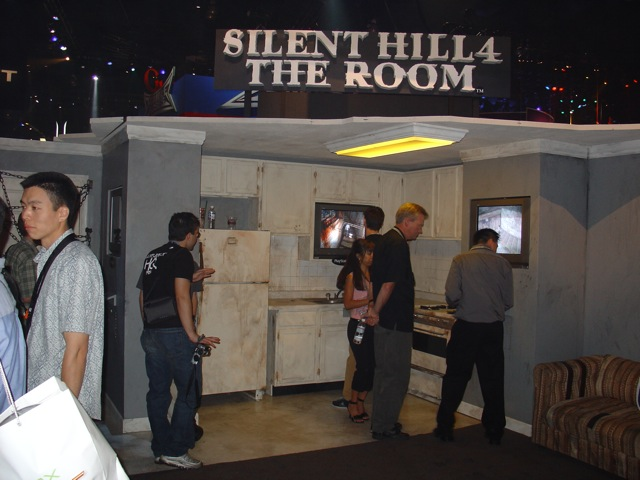
اتاق هنری برای بازدید مردم.

گیم پلی بازی بر حول هدایت شخصیت اصلی بازی یعنی هنری برای فرار از آپارتمانش قرار گرفته است. همچنین روندبازی در آپارتمان با دید اول شخص نشان داده می‌شود و بازی فقط دارای نقاط ذخیره است (بازی امکان ذخیره در هر جایی را ندارد!). دیگر نقاط محیط بازی از جمله سوراخ‌های قرار گرفته در آپارتمان نیز در محیط بازی وجود دارد. در نیمه اول بازی اتاق نوار سلامتی هنری را در صورت کم شدن دوباری پر می‌کند. اما در نیمه دوم بازی به دلیل تعقیب و گریزها اتاق سلامت هنری را تخلیه می‌کند. در سطح اصلی بازی بازیکن دارای دید سوم شخص است. همچنین بازیکن دارای ایتم‌های محدودی است که با قرار دان آیتم های بی‌اهمیت تر در قفسه اتاق هنری آنها را می‌توان مدیریت کرد. بازی تاکید و تمرکز نبرد در گیم پلی دارد. پازل‌های پیچیده نیز جای خود را به آیتم‌هایی با جستجوی ساده و بدون پیچیدگی داده است. برخلاف نسخه‌های قبلی که سطح سختی گیم پلی و معماها از هم جدا بودند در این بازی هر دو سطح سختی با هم تغییر می‌کنند. در قسمت دوم بازی هنری با همسایه خود یعنی ایلین گالوین همراه می‌شود و ایلین تا زمانی که با هنری همراه است نمی‌میرد هر چند که در صورت آسیب دیدن ایلین تسلیم می‌شود حتی اگر این اتفاق در صورتی باشد که او اسلحه نیز داشته باشد. آسیب‌های ایلین در طول بازی مشخص می‌کند که او در انتهای بازی در باس فایت نهایی م‌یمیرد یا نه که حتی بر پایان بازی اثر می‌گذارد.

### مبارزات
سیستم مبارزات در سایلنت هیل ۴ همانند نسخه‌های قبلی اما با چند تفاوت اساسی و کلیدی است. بازیکن در بازی قابلیت دسترسی به انواع سلاح‌های مختلف را دارد اما با این وجود تعداد سلاح‌های گرم بازی فقط دو عدد است. از دیگر آیتم‌هایی که در بازی وجود دارد می‌توان به طلسم اشاره کرد. (آیتمی که در بازی با فعال کردن آن از بازیکن در برابر دشمنان و موجودات بازی محافظت می‌شود که این آیتم بعد از مدتی استفاده از بین می‌رود و همیشگی نیست. از دیگر نکات مبارزات بازی می‌توان به سیستم حمله سریع اشاره کرد که باید شارژ شود و آسیب بیشتری به دشمن نسبت به حمله عادی می‌زند.
یکی دیگر از نکات قابل توجه مبارزات بازی معرفی شخصیت منفی نامیرا بازی به نام والتر سولیوان اشاره کرد. این شخصیت فقط توسط دو آیتم طلسم او از بین می‌رود که این دو آیتم همچنین جلوه‌های موجود در آپارتمان را تغییر می‌دهد. این روح با چند گلوله خاص برای مدت طولانی و همچنین با شمشیر آنرا آویزان کرد و به دیوار کوبید.